# Atletismo nos Jogos Olímpicos de Verão de 1900 - Salto triplo sem impulsão masculino
A competição do salto triplo sem impulsão masculino fez parte do programa do atletismo nos Jogos Olímpicos de Verão de 1900. Aconteceu no dia 16 de julho. Dez atletas de quatro países competiram.

## Medalhistas
| Ouro   | USA Ray Ewry       |
| Prata  | USA Irving Baxter  |
| Bronze | USA Robert Garrett |

## Resultado
| Pos. | Atleta               | Distância    |
| ---- | -------------------- | ------------ |
|      | USA Ray Ewry         | 10,58 m      |
|      | USA Irving Baxter    | 9,95 m       |
|      | USA Robert Garrett   | 9,50 m       |
| 4    | USA Lewis Sheldon    | 9,45 m       |
| 5-10 | USA Daniel Horton    | Desconhecido |
| 5-10 | USA Frank Jarvis     | Desconhecido |
| 5-10 | HUN Pál Koppán       | Desconhecido |
| 5-10 | USA John McLean      | Desconhecido |
| 5-10 | SWE Karl Staaf       | Desconhecido |
| 5-10 | GER Waldemar Steffen | Desconhecido |